# Guerra imminente
Guerra imminente è un film per la televisione co-prodotto dalla BBC e da HBO sulla vita di Winston Churchill negli anni immediatamente precedenti la seconda guerra mondiale. Il titolo originale The gathering storm è lo stesso del sesto volume della monumentale Storia della seconda guerra mondiale scritta da Churchill, libro che copre gli anni dal 1919 al 10 maggio 1940, giorno in cui il noto politico divenne primo ministro.

## Trama
Il film si apre nel 1934 con Churchill isolato dal mondo politico e costretto dai molti debiti a ridimensionare il suo lussuoso stile di vita. In pochi anni il noto politico inglese compirà una parabola fortunata che lo porterà ad assumere la carica di Primo Lord dell'Ammiragliato e poi quella di Primo ministro. Allo statista britannico il mondo politico e l'opinione pubblica riconobbero la lungimiranza di aver denunciato già a metà anni trenta il pericolo della Germania nazista. Il film si chiude con Churchill che si reca a Londra per assumere la carica di Primo Lord dell'Ammiragliato.

## Produzione e distribuzione
Uscito nel 2002, il film è stato diretto da Richard Loncraine e scritto da Hugh Whitemore. Tra i produttori risultano anche i noti registi Ridley Scott, che si è aggiudicato un premio Emmy come miglior produttore, e Tony Scott.
Attori protagonisti del film sono Albert Finney e Vanessa Redgrave, che interpretano rispettivamente Winston Churchill e la moglie Clementine. Finney in particolare è stato acclamato dalla critica per questa sua interpretazione guadagnandosi anche il BAFTA Award e l'Emmy come miglior attore. Il film ha potuto contare anche su un robusto cast di attori britannici come Ronnie Barker, Hugh Bonneville, Jim Broadbent, Celia Imrie, Derek Jacobi, Celia Imrie, Linus Roache e Tom Wilkinson.
Del film è stato girato un sequel Into the Storm nel 2009 che racconta gli anni da primo ministro durante la seconda guerra mondiale. Churchill è stato interpretato in questa occasione da Brendan Gleeson.

## Premi e riconoscimenti
- Primetime Emmy Awards
  - 2002 - Migliore film per la televisione